# 荒涼たる新世界/PLANET / THE HELL
「荒涼たる新世界/PLANET / THE HELL」（こうりょうたるしんせかい/プラネット ザ ヘル）は、日本のヘヴィメタルバンド・聖飢魔IIの小教典（シングル）。両A面シングルとして魔暦18年（2016年）4月13日に発布された。作詞・作曲はダミアン浜田、編曲は聖飢魔II・怪人松崎様。

## 解説
収録曲「荒涼たる新世界」及び「PLANET / THE HELL」は、いずれもテレビアニメ『テラフォーマーズ リベンジ』のオープニング主題歌として使用されている。

当初は聖飢魔IIの期間限定再集結の発表前であったためデーモン閣下へオファーがあったが、最終的に聖飢魔IIの曲として制作された。

人間目線の曲である「荒涼たる新世界」は人類が優勢な回に、テラフォーマー目線の曲である「PLANET / THE HELL」はテラフォーマーが優勢な回に使用される。

## 収録曲

### 通常盤
1. 荒涼たる新世界
2. PLANET / THE HELL
3. 荒涼たる新世界（Instrumental）
4. PLANET / THE HELL（Instrumental）

### 期間限定生産盤
1. 荒涼たる新世界
2. PLANET / THE HELL
3. 荒涼たる新世界（オリジナル・カラオケ）
4. PLANET / THE HELL（オリジナル・カラオケ）